# 989

989(구백팔십구)는 988보다 크고 990보다 작은 자연수다.

## 수학
- 합성수로, 그 약수는 1, 23, 43, 989다. 진약수의 합은 67이므로, 989는 부족수다.
  - 296번째 반소수다. 앞의 반소수는 985, 다음 반소수는 993이다.
- 회문수다.
- {\displaystyle 93^{6}-1}은 989로 나누어떨어진다.

## 과학
- NGC 989: 고래자리 방향에 있는 렌즈형 은하.

## 교통
- 989번 홋카이도도(일본어판)

## 문화유산
- 대한민국의 보물 제989-1호: 예천 용문사 목조아미타여래삼존좌상
- 대한민국의 보물 제989-2호: 예천 용문사 목각아미타여래설법상

## 방송
- 지니 TV의 카투니토 채널 번호.
- B tv의 SPOTV 프라임 채널 번호.
- LG헬로비전의 디스토리 채널 번호.
- B tv 케이블의 KBS N 스포츠 채널 번호.

## 기타
- 연도: 989년, 기원전 989년